# WB Aqua Protect Veranclassic/Saison 2018
Dieser Artikel listet Erfolge und Fahrer des Radsportteams WB Aqua Protect Veranclassic in der Saison 2018 auf.

## Erfolge in der UCI Europe Tour
| Datum    | Rennen                               | Kat. | Fahrer       |
| -------- | ------------------------------------ | ---- | ------------ |
| 18. März | Grand Prix de Denain                 | 1.HC | Kenny Dehaes |
| 3. April | 1. Etappe Circuit Cycliste Sarthe    | 2.1  | Justin Jules |
| 22. Juli | Grand Prix de la ville de Pérenchies | 1.2  | Kenny Dehaes |

## Mannschaft
| Teamkader 2018                                 | Teamkader 2018     | Teamkader 2018 | Teamkader 2018                               |
| Name                                           | Geburtsdatum       | Land           | Vorheriges Team                              |
| ---------------------------------------------- | ------------------ | -------------- | -------------------------------------------- |
| Ludwig De Winter                               | 31. Dezember 1992  | Belgien        | Color Code-Biowanze (2014)                   |
| Kenny Dehaes                                   | 10. November 1984  | Belgien        | Wanty-Groupe Gobert (2017)                   |
| Sébastien Delfosse                             | 29. November 1982  | Belgien        | Crelan-Euphony (2013)                        |
| Thomas Deruette                                | 6. Juli 1995       | Belgien        | Differdange-Losch (2015)                     |
| Jimmy Duquennoy (1. Jan.–5. Okt., Anm.)        | 9. Juni 1995       | Belgien        | Color Code-Aquality Protect (2015)           |
| Grégory Habeaux (1. Jan.–11. Apr.)             | 20. Oktober 1982   | Belgien        | Wanty-Groupe Gobert (2014)                   |
| Kevyn Ista                                     | 22. November 1984  | Belgien        | IAM Cycling (2014)                           |
| Justin Jules                                   | 20. September 1986 | Frankreich     | Veranclassic-Ago (2016)                      |
| Alex Kirsch                                    | 12. Juni 1992      | Luxemburg      | Stölting Service Group (2016)                |
| Christophe Masson                              | 6. September 1985  | Frankreich     | Veranclassic-Ago (2016)                      |
| Julien Mortier                                 | 20. Juli 1997      | Belgien        | AGO-Aqua Service (2017)                      |
| Dimitri Peyskens                               | 26. November 1991  | Belgien        | Veranclassic-Ago (2016)                      |
| Ludovic Robeet                                 | 22. Mai 1994       | Belgien        | Color Code-Arden'Beef (2016)                 |
| Franklin Six                                   | 29. Dezember 1996  | Belgien        | AGO-Aqua Service (2017)                      |
| Lukas Spengler                                 | 16. September 1994 | Schweiz        | BMC Development (2016)                       |
| Julien Stassen (1. Jan.–14. Okt.)              | 20. Oktober 1988   | Belgien        | Idemasport-Biowanze (2012)                   |
| Maxime Vantomme                                | 8. März 1986       | Belgien        | Roubaix Métropole européenne de Lille (2016) |
| Antoine Warnier (1. Jan.–3. Okt.)              | 24. Juni 1993      | Belgien        | Color Code-Biowanze (2014)                   |
| Eliot Lietaer                                  | 15. August 1990    | Belgien        | Sport Vlaanderen-Baloise (2017)              |
| Kenny Molly (1. Aug.–31. Dez., Stagiaire)      | 24. Dezember 1996  | Belgien        | AGO-Aqua Service (2018)                      |
| Lionel Taminiaux (1. Aug.–31. Dez., Stagiaire) | 21. Mai 1996       | Belgien        | AGO-Aqua Service (2018)                      |
| Tom Wirtgen (1. Aug.–31. Dez., Stagiaire)      | 4. März 1996       | Luxemburg      | Leopard Pro Cycling (2017)                   |
|                                                |                    |                |                                              |
| Quelle: ProCyclingStats                        |                    |                |                                              |

Anmerkung: Jimmy Duquennoy, Tod